# Варгатёр
Варгатёр (сельк. — большое озеро) — село в Чаинском районе Томской области, Россия. Входит в состав Усть-Бакчарского сельского поселения.

## История
Основано в 1900 году. По данным на 1926 года состояло из 114 хозяйств, основное население — русские. В административном отношении являлось центром Варгатёрского сельсовета Чаинского района Томского округа Сибирского края.

## Население
| 1926 | 1931 | 1940 | 1956 | 1995 | 1996 | 1997 |
| ---- | ---- | ---- | ---- | ---- | ---- | ---- |
| 445  | ↗512 | ↘380 | ↘330 | ↗585 | ↘582 | ↘571 |
| 1998 | 1999 | 2002 | 2010 | 2012 | 2013 | 2014 |
| ↗577 | ↘551 | ↘525 | ↘516 | ↗517 | ↘514 | ↘503 |
| 2015 | 2021 |      |      |      |      |      |
| ↘499 | ↗554 |      |      |      |      |      |

Национальный состав
Согласно результатам переписи 2002 года, в национальной структуре населения русские составляли 89 %.